# 피아프로
피아프로(Piapro)는 크립톤 퓨처 미디어가 운영하는 컨텐츠 공유 사이트이다.

## 개요
CGM를 추진하는 교류의 장으로 개설되어 음악과 사진의 게시 기능을 특화하고있다. 크립톤 퓨처 미디어가 판매하는 하츠네 미쿠, 카가미네 린·렌, 메구리네 루카 등의 VOCALOID 제품 관련 작품의 게시물이 중심이 되는 이 사이트는 타사의 VOCALOID 제품을 사용한 음악이나, 아예 VOCALOID와 무관한 음악 게시물도 가능하다. 그림에 대해서는 자사 제품과 관련된 작품뿐만 아니라 인터넷의 Gackpoid, Megpoid 등의 관련 작품 업로드 또한 가능하다.
피아프로 자체는 등록제지만, CGM의 특성상 피아프로에서 생성된 미디어가 니코니코 동화와 zoome 등 다양한 미디어 공유 사이트 등에서 노출되는 경우도 많고, 폐쇄적인 환경을 유지하면서 독특한 문화를 쌓아 가고있다.